# Ruitvlek-smalboktor
De ruitvlek-smalboktor (Stenurella bifasciata) is een keversoort uit de familie van de boktorren (Cerambycidae). De wetenschappelijke naam van de soort werd voor het eerst geldig gepubliceerd in 1776 door Müller.